# Barbus peloponnesius
Barbus peloponnesius es una especie de peces de la familia de los Cyprinidae en el orden de los Cypriniformes.

## Morfología
Los machos pueden llegar alcanzar los els 10 cm de longitud total.

## Hábitat
Es un pez de agua dulce.

## Distribución geográfica
Es endémica del oeste de Grecia desde  el río Thiamis hasta el Peloponeso. Además, ha sido introducida artificialmente en el río Isonzo (noreste de Italia) y en Montenegro, Albania,  Macedonia, Hungría, Bulgaria, Rumania, Polonia y Ucrania.